# Julio Scherer García
Pour les articles homonymes, voir Julio García (homonymie) et García.
Julio Scherer García est un journaliste mexicain, né le 7 avril 1926 à Mexico et mort le 7 janvier 2015 dans la même ville.

## Biographie
Julio Scherer García entame des études de droit et de philosophie à l'université nationale autonome du Mexique. Il les abandonne et est engagé comme coursier par le journal Excélsior (es). Devenu grand reporter, il couvre des évènements comme le Printemps de Prague. Il dirige le quotidien entre 1968 et 1976. Scherer contribue à révéler la corruption du Parti révolutionnaire institutionnel (PRI), au pouvoir depuis 1929,.
En 1970, Scherer participe au lancement de la revue Plural, fondée par Octavio Paz. En 1976, il fonde l'hebdomadaire Proceso qui devient un magazine de référence grâce à la qualité de ses enquêtes. La ligne éditoriale de Proceso encourage d'autres publications mexicaines à affirmer leur indépendance journalistique. En 1996, Scherer abandonne la direction du magazine, qui continue de publier ses interviews exclusives. Le journaliste obtient notamment des entretiens avec le sous-commandant Marcos, porte-parole de l'Armée zapatiste, et Ismael Zambada García, baron de la drogue et chef du cartel de Sinaloa. Durant sa carrière, Scherer publie une vingtaine d'ouvrages.
Son fils, Julio Scherer Ibarra, est le Conseiller juridique de l'Exécutif fédéral auprès du président mexicain Andrés Manuel López Obrador, depuis décembre 2018.

## Récompenses
En 1971, le prix Maria Moors Cabot (en) de l'université Columbia est attribué à Julio Scherer,.